# 동남초등학교
동남초등학교는 대한민국 제주특별자치도 서귀포시 성산읍 고성리에 있는 공립 초등학교이다.

## 학교 연혁
- 1923년 9월 1일 성산공립보통학교(4년제) 개교(설립인가 5월 15일)
- 1934년 3월 31일 6년제로 개편
- 1938년 4월 1일 성산포서공립심상소학교로 교명 변경[1]
- 1941년 4월 1일 성산포서공립국민학교로 교명 변경[2]
- 1951년 4월 1일 성산서국민학교로 교명 변경
- 1957년 4월 1일 동남국민학교로 교명 변경[3](11학급 인가)
- 1981년 3월 1일 병설유치원 (1학급) 개원
- 1982년 3월 1일 특수학급 (1학급) 인가
- 1984년 1월 18일 과학관 개관
- 1987년 5월 25일 도서관 개관
- 1996년 3월 1일 동남초등학교로 교명 변경[4]
- 2002년 6월 1일 다목적 강당 준공
- 2005년 12월 15일 디지털 도서관 개관
- 2008년 3월 20일 구강 보건실 개설(보건복지부, 남제주군)[5]
- 2019년 9월 1일 제33대 홍희정 교장 부임
- 2020년 1월 23일 제93회 졸업(49명, 총 8,875명)

## 참고 자료
- 동남초등학교 - 한국교육학술정보원 학교알리미